# Blue Giant
Blue Giant è un manga seinen incentrato sulla musica jazz, scritto e disegnato da Shin'ichi Ishizuka e serializzato in Giappone sulla rivista Big Comic di Shōgakukan da maggio 2013 ad agosto 2016, per un totale di 80 capitoli raccolti in 10 volumi tankōbon. L'edizione italiana è stata pubblicata da Edizioni BD sotto l'etichetta J-Pop da giugno 2022 a febbraio 2023.
Un sequel, intitolato Blue Giant Supreme è stato serializzato sempre su Big Comic da settembre 2016 ad aprile 2020, con i suoi capitoli raccolti in dieci tankōbon. Una terza serie, intitolata Blue Giant Explorer, è stata serializzata nella stessa rivista da maggio 2020 a maggio 2023. Una quarta serie, Blue Giant Momentum, viene pubblicata da luglio 2023. Un adattamento anime è stato annunciato in Giappone con inizio fissato al 17 febbraio 2023, a cura dello studio NUT, e sarà pubblicato in Italia da Anime Factory.
Nel 2017 Blue Giant ha vinto il 62º Premio Shōgakukan per i manga nella categoria generale e il 20º concorso Japan Media Arts Festival.

## Trama
Dai Miyamoto, uno studente delle superiori che vive nella città di Sendai, nella prefettura di Miyagi, ha una personalità schietta, ma trascorre la sua vita da studente senza sapere cosa fare in futuro. Un giorno ascolta una canzone jazz e se ne interessa. Comincia quindi a lavorare part-time per comprare un sassofono, ma suo fratello Masayuki, compra un sassofono tramite un prestito e glielo regala.
Dai continua ad esercitarsi con il sassofono sulla riva del fiume come autodidatta, finché un giorno viene invitato a esibirsi dal vivo dal proprietario del negozio di strumenti musicali dove solitamente comprava delle ance. La prima esibizione però non è molto positiva, e termina con uno spettatore che gli urla che era solo rumoroso, portandolo a scendere dal palco e tornare a casa deluso. Mentre prosegue la sua pratica quotidiana, un membro del gruppo con cui ha suonato nel jazz bar gli presenta Yui, un maestro di musica che dà anche lezioni, il quale, nonostante varie carenze, nota in lui grande talento e dedizione. Frequentando le lezioni, la conoscenza e le prestazioni di Dai migliorano molto.
Dai decide di trasferirsi a Tokyo dopo essersi diplomato al liceo per diventare un sassofonista professionista, e invita gli avventori del jazz bar che gli hanno urlato contro alla sua prima serata ad ascoltare la sua attuale esibizione.

## Media

### Manga
Blue Giant, scritto e illustrato da Shin'ichi Ishizuka, è stato serializzato dal 10 maggio 2013 al 25 agosto 2016 sulla rivista Big Comic edita da Shōgakukan. I capitoli sono stati raccolti in 10 volumi tankōbon pubblicati dal 29 novembre 2013 al 10 marzo 2017.
Una seconda serie, intitolata Blue Giant Supreme, è stata serializzata dal 10 settembre 2016 al 25 aprile 2020 sempre su Big Comic. I capitoli sono stati raccolti in 11 volumi tankōbon pubblicati dal 10 marzo 2017 al 30 ottobre 2020.
Una terza serie, intitolata Blue Giant Explorer, è stata serializzata dal 25 maggio 2020 al 10 maggio 2023 su Big Comic. I capitoli sono stati raccolti in 9 in volumi tankōbon pubblicati dal 30 ottobre 2020 al 29 febbraio 2024.
Una quarta serie ambientata a New York, intitolata Blue Giant Momentum, viene serializzata dal 25 luglio 2023 su Big Comic. I capitoli vengono raccolti in volumi tankōbon a partire dal 29 febbraio 2024. Al 30 giugno 2025 sono stati pubblicati 5 volumi.
In Italia i diritti della prima serie sono stati acquistati da Edizioni BD che l'ha pubblicata sotto l'etichetta J-Pop dal 22 giugno 2022 all'8 febbraio 2023. Ogni numero corrisponde a due volumi dell'edizione giapponese. La seconda serie è stata annunciata durante il Napoli Comicon 2023 sempre da J-Pop, è stata pubblicata dal 29 novembre 2023 al 26 giugno 2024 e presenta un totale di cinque volumi. La terza serie viene pubblicata a partire dal 2 luglio 2025 e presenta quattro volumi. La traduzione dei testi delle serie edita in italiano è curata da Fabiano Bertello.

#### Blue Giant
| Nº Ja | Nº It | Data di prima pubblicazione | Data di prima pubblicazione | Data di prima pubblicazione | Data di prima pubblicazione |
| Nº Ja | Nº It | Giapponese | Giapponese                  | Italiano                    | Italiano                    |
| ----- | ----- | --- | --------------------------- | --------------------------- | --------------------------- |
| 1     | 1     | 29 novembre 2013 | ISBN 978-4-09-185678-4      | 22 giugno 2022              | ISBN 978-88-349-0964-5      |
| 1     | 1     | Capitoli - 1. The Challenge - 2. Gamanzaka (la salita della perseveranza) - 3. Blue Sunset - 4. Like Father, Like Son - 5. Sayonara Goodbye - 6. Giant Steps - 7. How High the Moon - 8. Slow Hot Wind    |                             |                             |                             |
| 2     | 1     | 28 marzo 2014 | ISBN 978-4-09-186245-7      | 22 giugno 2022              | ISBN 978-88-349-0964-5      |
| 2     | 1     | Capitoli - 9. Natsu Matsuri (festa dell'estate) - 10. Ocean of Diamonds - 11. Every Time We Say Goodbye - 12. Round About Midnight - 13. Confirmation - 14. Alonte Together - 15. I Know - 16. Strong Man |                             |                             |                             |
| 3     | 2     | 30 luglio 2014 | ISBN 978-4-09-186460-4      | 24 agosto 2022              | ISBN 978-88-349-1034-4      |
| 3     | 2     | Capitoli - 17. Think of One - 18. Are You Ready? - 19. Count Down - 20. Evolution - 21. Gone Gone Gone - 22. High Step - 23. 11:49 PM - 24. More Than You Know                                            |                             |                             |                             |
| 4     | 2     | 26 dicembre 2014 | ISBN 978-4-09-186828-2      | 24 agosto 2022              | ISBN 978-88-349-1034-4      |
| 4     | 2     | Capitoli - 25. Cherokee - 26. Dont' Explain - 27. One Tear - 28. Move - 29. Act Natural - 30. Riverwide - 31. Money - 32. Piano Man                                                                       |                             |                             |                             |
| 5     | 3     | 27 febbraio 2015 | ISBN 978-4-09-186850-3      | 26 ottobre 2022             | ISBN 978-88-3491-159-4      |
| 5     | 3     | Capitoli - 33. Greeting - 34. Time and Space - 35. Jazz Process - 36. Time Was - 37. So What - 38. To Begin - 39. Wish - 40. Jazz Education                                                               |                             |                             |                             |
| 6     | 3     | 30 luglio 2015 | ISBN 978-4-09-187257-9      | 26 ottobre 2022             | ISBN 978-88-3491-159-4      |
| 6     | 3     | Capitoli - 41. Never Let Me Go - 42. Once Around - 43. What's New - 44. Marching March - 45. Maiden Voyage - 46. Let Me Down Easy - 47. Song is You - 48. I'll See You Again                              |                             |                             |                             |
| 7     | 4     | 30 novembre 2015 | ISBN 978-4-09-187406-1      | 14 dicembre 2022            | ISBN 978-88-349-1233-1      |
| 7     | 4     | Capitoli - 49. Us Three - 50. The Nearness of You - 51. The Sidewinder - 52. As Time Goes By - 53. Un poco loco - 54. Night Rider - 55. Dreamer - 56. How My Heart Sings                                  |                             |                             |                             |
| 8     | 4     | 30 marzo 2016 | ISBN 978-4-09-187585-3      | 14 dicembre 2022            | ISBN 978-88-349-1233-1      |
| 8     | 4     | Capitoli - 57. But Not for Me - 58. Alone and I - 59. Minor March - 60. And More - 61. Now's the Time - 62. Do a Thing - 63. My Foolish Heart - 64. Star Eyes                                             |                             |                             |                             |
| 9     | 5     | 9 settembre 2016 | ISBN 978-4-09-187828-1      | 8 febbraio 2023             | ISBN 978-88-349-1234-8      |
| 9     | 5     | Capitoli - 65. Straight, No Chaser - 66. Step Forward - 67. Chance It - 68. Milestones - 69. Blues in a Life - 70. Speak No Evil - 71. Cool Green - 72. Full House                                        |                             |                             |                             |
| 10    | 5     | 10 marzo 2017 | ISBN 978-4-09-189460-1      | 8 febbraio 2023             | ISBN 978-88-349-1234-8      |
| 10    | 5     | Capitoli - 73. Remember - 74. Passion Dance - 75. Somethin' Speciale - 76. Fire Waltz - 77. Speak Low - 78. Blue Train - 79. Blue Minor - 80. East of the Sun                                             |                             |                             |                             |

#### Blue Giant Supreme
| Nº Ja | Nº It | Data di prima pubblicazione | Data di prima pubblicazione | Data di prima pubblicazione | Data di prima pubblicazione |
| Nº Ja | Nº It | Giapponese                  | Giapponese                  | Italiano                    | Italiano                    |
| ----- | ----- | --------------------------- | --------------------------- | --------------------------- | --------------------------- |
| 1     | 1     | 10 marzo 2017               | ISBN 978-4-09-189467-0      | 29 novembre 2023            | ISBN 978-88-349-1259-1      |
| 2     | 1     | 30 giugno 2017              | ISBN 978-4-09-189585-1      | 29 novembre 2023            | ISBN 978-88-349-1259-1      |
| 3     | 2     | 30 ottobre 2017             | ISBN 978-4-09-189743-5      | 27 dicembre 2023            | ISBN 978-88-349-1341-3      |
| 4     | 2     | 23 febbraio 2018            | ISBN 978-4-09-189843-2      | 27 dicembre 2023            | ISBN 978-88-349-1341-3      |
| 5     | 3     | 29 giugno 2018              | ISBN 978-4-09-860022-9      | 28 febbraio 2024            | ISBN 978-88-349-2413-6      |
| 6     | 3     | 30 ottobre 2018             | ISBN 978-4-09-860169-1      | 28 febbraio 2024            | ISBN 978-88-349-2413-6      |
| 7     | 4     | 28 febbraio 2019            | ISBN 978-4-09-860265-0      | 30 aprile 2024              | ISBN 978-88-349-2531-7      |
| 8     | 4     | 28 giugno 2019              | ISBN 978-4-09-860352-7      | 30 aprile 2024              | ISBN 978-88-349-2531-7      |
| 9     | 5     | 30 ottobre 2019             | ISBN 978-4-09-860499-9      | 26 giugno 2024              | ISBN 978-88-349-2677-2      |
| 10    | 5     | 28 febbraio 2020            | ISBN 978-4-09-860583-5      | 26 giugno 2024              | ISBN 978-88-349-2677-2      |
| 11    | 5     | 30 ottobre 2020             | ISBN 978-4-09-860811-9      | 26 giugno 2024              | ISBN 978-88-349-2677-2      |

#### Blue Giant Explorer
| Nº Ja | Nº It | Data di prima pubblicazione | Data di prima pubblicazione | Data di prima pubblicazione | Data di prima pubblicazione |
| Nº Ja | Nº It | Giapponese                  | Giapponese                  | Italiano                    | Italiano                    |
| ----- | ----- | --------------------------- | --------------------------- | --------------------------- | --------------------------- |
| 1     | 1     | 30 ottobre 2020             | ISBN 978-4-09-860813-3      | 2 luglio 2025               | ISBN 978-88-349-3241-4      |
| 2     | 1     | 26 febbraio 2021            | ISBN 978-4-09-861003-7      | 2 luglio 2025               | ISBN 978-88-349-3241-4      |
| 3     | 2     | 30 giugno 2021              | ISBN 978-4-09-861100-3      | settembre 2025              | ISBN 978-88-349-3545-3      |
| 4     | 2     | 29 ottobre 2021             | ISBN 978-4-09-861177-5      | settembre 2025              | ISBN 978-88-349-3545-3      |
| 5     | 3     | 28 febbraio 2022            | ISBN 978-4-09-861277-2      | 2025                        | ISBN 978-88-349-3601-6      |
| 6     | 3     | 30 giugno 2022              | ISBN 978-4-09-861369-4      | 2025                        | ISBN 978-88-349-3601-6      |
| 7     | 4     | 28 ottobre 2022             | ISBN 978-4-09-861466-0      | —                           | —                           |
| 8     | 4     | 10 febbraio 2023            | ISBN 978-4-09-861638-1      | —                           | —                           |
| 9     | 4     | 29 febbraio 2024            | ISBN 978-4-09-862749-3      | —                           | —                           |

#### Blue Giant Momentum
| Nº | Data di prima pubblicazione | Data di prima pubblicazione | Data di prima pubblicazione |
| Nº | Giapponese                  | Giapponese                  |                             |
| -- | --------------------------- | --------------------------- | --------------------------- |
| 1  | 29 febbraio 2024            | ISBN 978-4-09-862750-9      |                             |
| 2  | 28 giugno 2024              | ISBN 978-4-09-863013-4      |                             |
| 3  | 30 ottobre 2024             | ISBN 978-4-09-863119-3      |                             |
| 4  | 28 febbraio 2025            | ISBN 978-4-09-863372-2      |                             |
| 5  | 30 giugno 2025              | ISBN 978-4-09-863475-0      |                             |

### Anime
Un adattamento anime è stato annunciato la prima volta il 21 ottobre 2021. Si tratta di lungometraggio prodotto dallo studio NUT, diretto da Yuzuru Tachikawa e sceneggiato da Number 8. Originariamente previsto per il 2022, è stato posticipato al 17 febbraio 2023. Il film è stato pubblicato in Italia in DVD e Blu-ray da Anime Factory il 21 ottobre 2024.

## Accoglienza
Ad agosto 2020, il manga ha venduto 5,8 milioni di copie. Nel 2018, il secondo volume di Blue Giant Supreme aveva 200 000 copie in circolazione. Nel 2020, l'ottavo volume di Blue Giant Supreme aveva 200 000 copie in circolazione.
Blue Giant è stato nominato per l'8° e il 9° Manga Taishō rispettivamente nel 2015 e nel 2016. La serie si è classificata al 15º posto nella guida Kono manga ga sugoi! per i migliori manga del 2016 per lettori di sesso maschile. Blue Giant è stato inoltre nominato per il Sugoi Japan Award 2017 del Yomiuri Shinbun. Nel 2017, il manga ha vinto il 62º Premio Shōgakukan per i manga nella categoria generale e ha vinto il 20° Japan Media Arts Festival Award. Nel 2018, il manga è stato nominato per il 22º Premio culturale Osamu Tezuka. Blue Giant Supreme ha vinto il Mandō Kobayashi Manga Grand Prix 2018, creato dal comico e appassionato di manga Kendo Kobayashi. Si è classificato al 41º posto nella lista dei "Libri dell'anno" del 2018 della rivista Da Vinci e al 45° nella lista del 2019. Blue Giant è stato scelto come candidato per "Miglior fumetto" al 46º Festival international de la bande dessinée d'Angoulême tenutosi nel 2019. Blue Giant è stato nominato per il Prix Asie de la Critique 2020 del 14° ACBD francese.
Fabio Fagnani di Tom's Hardware Italia ha trovato la narrazione di Blue Giant moderna, la quale riesce ad alternare momenti di ilarità, gag e di divertimento a momenti di pathos, emotivi e drammatici. L'autore riesce così a raccontare la verità in maniera efficiente, permettendo anche a chi non conosce il mondo del jazz di avvicinarsi ad esso insieme al protagonista Dai. In conclusione, Fagnani ha trovato Blue Giant un'opera bellissima capace di essere gradevole sia per chi ama la musica sia per chi non ci ha mai avuto a che fare.